# Sklad Libero in Zora Polojaz
Sklad Libero in Zora Polojaz je nastal leta 2006 v Trstu na pobudo sorodnikov in prijateljev zakoncev Polojaz z namenom, da bi počastili spomin nanju in da bi razvijali njuna načela in nazore. Zakonca Polojaz sta se rodila v času Avstro-ogrske v notranjosti Istre, poročila sta se v Postojni, kjer sta živela več let in imela uspešno podjetje, fašistična oblast pa ju je preganjala in zaprla. Po drugi svetovni vojni sta se preselila v Trst, kjer je bil Libero Polojaz še naprej uspešen podjetnik in je z ženo Zoro (gospa Zora Polojaz je bila tudi od vsega začetka odbornica v Slovenskem dobrodelnem društvu iz Trsta) vedno finančno podpiral številne dobrodelne organizacije, šolske pobude, kulturne in rekreativne dejavnosti, zlasti tiste, namenjene otrokom in slovenski narodni skupnosti. Načrti, ki sta jih podpirala, so spoštovali mešanje etničnih ter jezikovnih skupin v skladu z načelom, da je za resnično sožitje treba najprej spoznati in spoštovati drug drugega.
Sklad Libero in Zora Polojaz ima med glavnimi cilji, da omogoča, podpira in razvija medsebojno spoznavanje med Italijo in slovanskimi državami, še posebno tistimi iz bližnjega balkanskega območja. Sklad med drugim podpira socialne, kulturne in znanstvene izmenjave, predvsem med Slovenijo in Hrvaško ter med različnimi jezikovnimi skupnostmi, ki so prisotne na italijanskem ozemlju.

## Delovanje Sklada
- Sklad financira kulturne, znanstvene in rekreacijske pobude ter projekte, tudi iz področja okoljevarstva.[4][5][6][7][8]
- Sklad razpisuje štipendije za mlade absolvente srednjih šol in univerze, ki se ukvarjajo z raziskovalnim delom na področju izboljšanja socialnih in okoljskih razmer s prvenstvenim namenom, da bi se tako omililo kulturno in čustveno stisko ljudi, ki so doživeli vojne razmere.[9]
- Sklad z ustreznimi študijami in raziskavami posveča posebno pozornost čustvenim, mentalnim in socialnim posledicam mladih priseljencev, ki so se znašli v novem socialnokulturnem okolju, da bi jih na primeren način podprl.
- Sklad z ustreznimi projekti pomaga pri vključevanju obveznošolskih otrok različnih narodnosti v šole s slovenskim učnim jezikom, ne da bi se morali odpovedati lastni kulturni in jezikovni identiteti.[10][11]
- Sklad spodbuja socialne, kulturne, znanstvene in rekreacijske pobude, ki povezujejo predstavnike bližnjih republik z balkanskega območja in dežele Furlanije Julijske krajine.[12]
- Sklad podpira sodelovanje v mreži italijanskih šol, ki so posebno občutljive za multietnično okolje.[13][14]

Sklad Libero in Zora Polojaz podpira tudi izdajanje in tiskanje knjig ter priročnikov.